# Federico Castañón y Lorenzana
Federico Castañón y Lorenzana   (Vegamián, 7 d'agost de 1771 - Palma, 19 de setembre de 1837) fou un militar espanyol, capità general de les Illes Balears durant el regnat d'Isabel II d'Espanya.
Ingressà a la Guàrdia de Corps en 1794 i participà en la Guerra de les Taronges de 1801. Va prendre part en l'aixecament del 2 de maig de Daoiz i Velarde. Durant la guerra del francès fou membre de la Junta de Lleó i participà en la batalla de Rioseco i en la batalla de Tudela, alhora que ascendia a coronel en 1808 i a brigadier en 1809. En 1810 organitzà la resistència contra els francesos a Astúries. En 1812 participa en la presa de Tordesillas i en la de Burgos. En 1813 fou cap de la 1a Brigada de la 4a Divisió en la batalla de Vitòria, participà en la presa d'Irun i en la batalla de San Marcial.
Durant el trienni constitucional fou governador militar de Zamora i de Lleó, i en 1824 fou nomenat comandant militar de Sigüenza. En 1833 fou capità general interí del País Basc i a finals d'any ascendí a tinent general. De 1833 a 1836 fou capità general de Castella la Vella. En setembre de 1836 fou nomenat capità general de les Illes Balears. Va morir a Palma el 19 de setembre de 1837, però fou sebollit a Lleó.